# Parathyma serica
Parathyma serica är en fjärilsart som beskrevs av John Henry Leech 1892. Parathyma serica ingår i släktet Parathyma och familjen praktfjärilar. Inga underarter finns listade i Catalogue of Life.